# Rollade

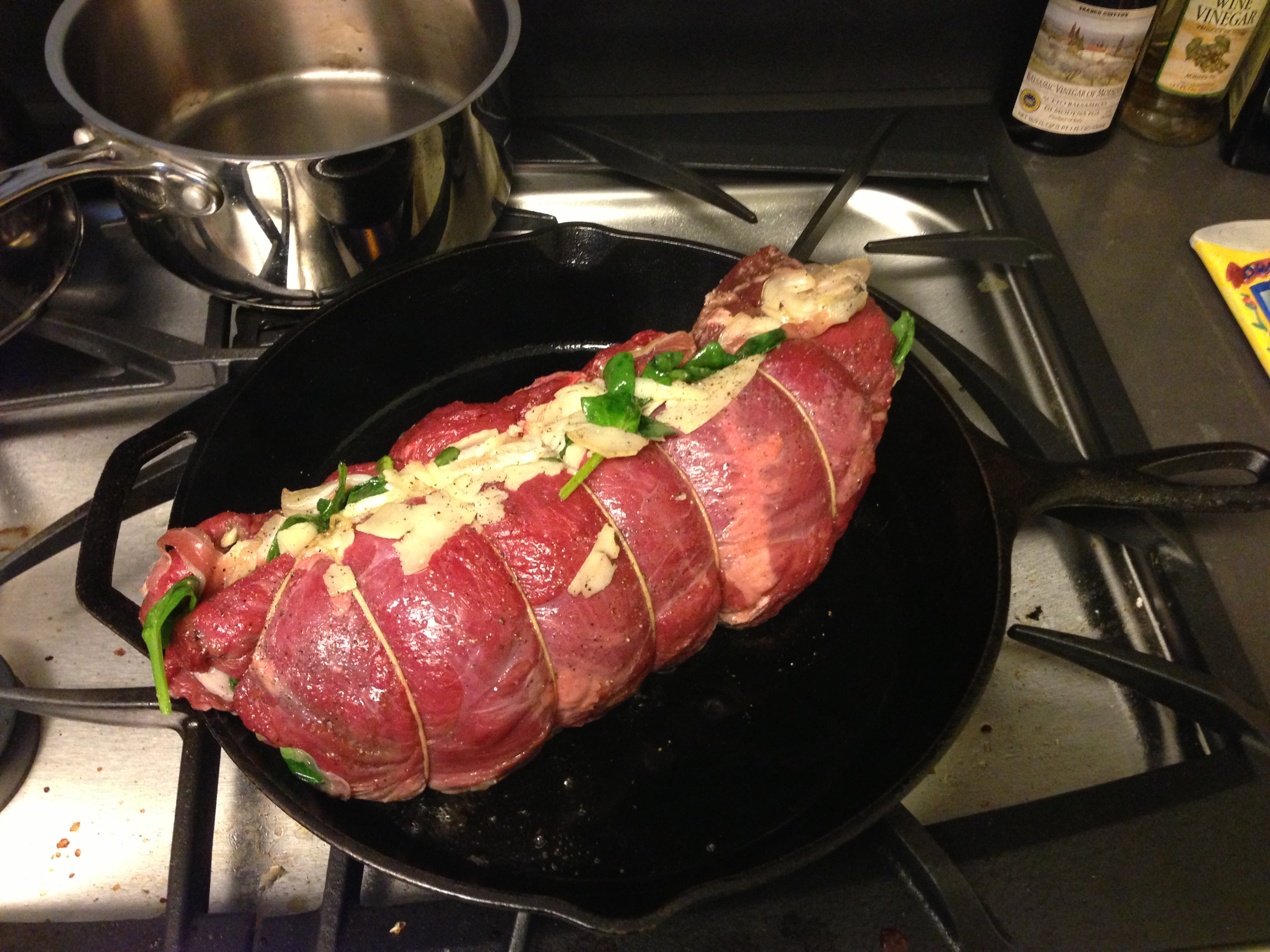
Rollade in een braadpan

Rollade is een gerecht waarbij verschillende gekruide plakken vlees om elkaar heen worden gedraaid.
Om de rollade bij elkaar te houden, wordt een touwtje gebruikt waarin soms een speciale rolladeknoop gelegd wordt. Fabrieksrollades zitten vaak in een elastisch netje. Rollade wordt veelal gemaakt van varkensvlees, maar ook het gebruik van rundvlees, kip of ander gevogelte komt voor. Een rollade wordt als feestelijk eten beschouwd en bij hoogtijdagen als verjaardagen en Kerstmis gegeten. Na het braden wordt het touwtje verwijderd, waarna de rollade in plakken wordt gesneden. Rollade wordt zowel warm als koud gegeten. Dun (1 mm) gesneden wordt rollade ook als broodbeleg gegeten.